# Lawrence Dale Bell
Lawrence Dale Bell, dit « Larry », né le 5 avril 1894 à Mentone dans l'Indiana, et mort le 20 octobre 1956 à Buffalo dans l'État de New York, était un ingénieur aéronautique américain. Il est le fondateur de la société Bell Aircraft Corporation.

## Distinctions
- Chevalier de la Légion d'honneur (France)[1]
- En 1944, il reçoit la médaille Daniel-Guggenheim[1].
- En 1947, il reçoit le Trophée Collier[1] pour son rôle dans le premier vol supersonique du Bell X-1. Il a partagé cette distinction avec le pilote d'essai Chuck Yeager et John Stack, un chercheur scientifique du National Advisory Committee for Aeronautics (NACA), qui est ensuite devenu la NASA.
- Il a été admis à titre posthume au National Aviation Hall of Fame (1977), au Army Aviation Hall of Fame (1986), et au International Aerospace Hall of Fame[1] (2004).